# Buchbuckelgraben
Der Buchbuckelgraben ist ein gut ein Kilometer langes Bächlein im unterfränkischen Landkreis Main-Spessart, der aus westnordwestlicher Richtung kommend von rechts in den Fränkbach mündet.

## Verlauf
Der Buchbuckelgraben entspringt auf einer Höhe von etwa 284 m ü. NN auf der Marktheidenfelder Platte in der Feldflur Buchacker aus einer intermittierenden Quelle  am Ostrand des Buchbuckels direkt östlich der nach Ansbach führenden Kreisstraße MSP 12.
Das Bächlein fließt zunächst stark begradigt knapp einen Kilometer ostsüdostwärts durch Felder, knickt dann nach Südosten ab und mündet schließlich gut 150 m später auf einer Höhe von etwa 248 m ü. NN in  der Flur Gerlasbrun von rechts in den von Nordosten kommenden Fränkbach.
Der Bach ist auf ganzer Länge Feldweggraben ohne jeden Gehölzbewuchs.